# 진행형 격투 게임

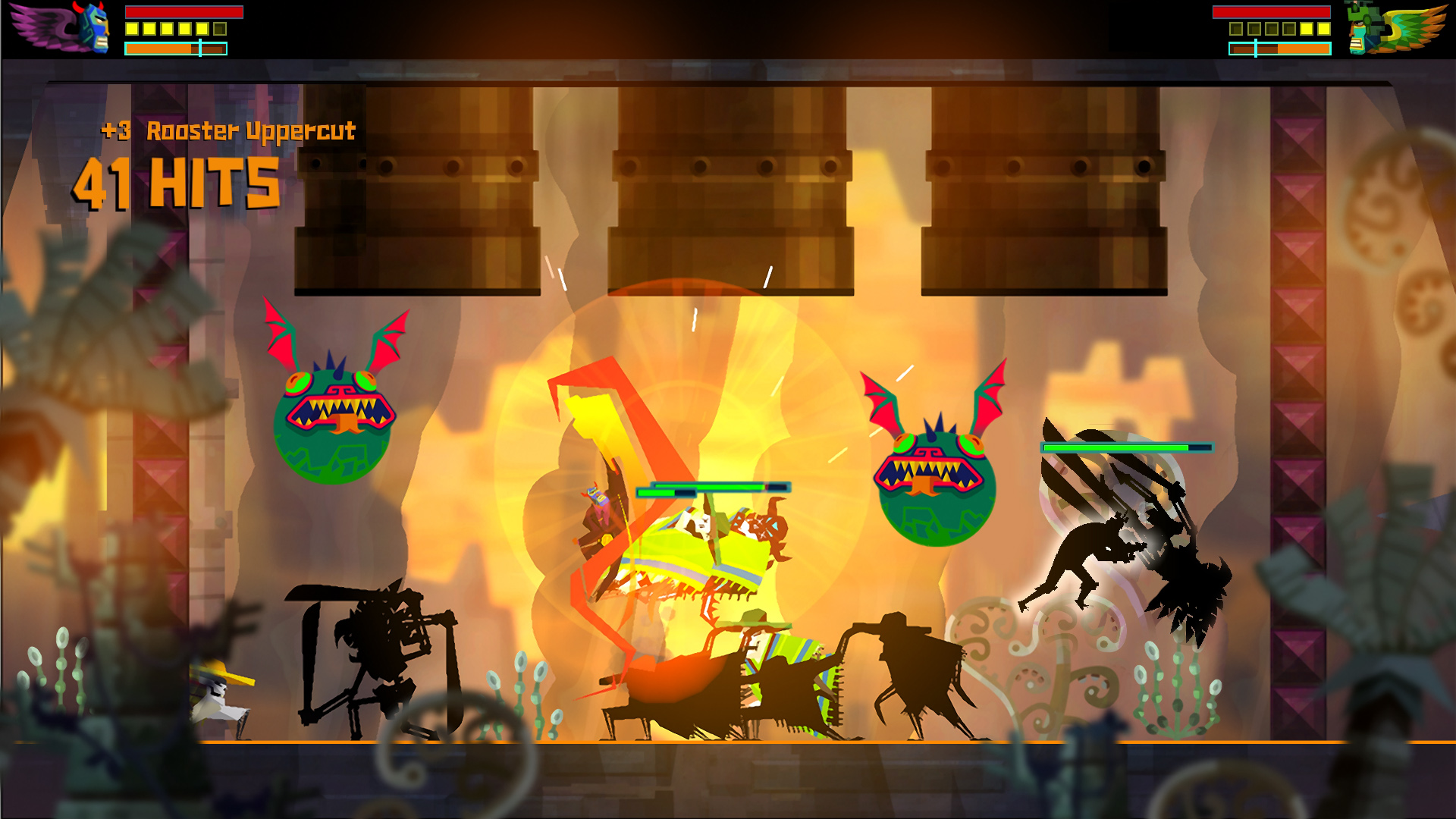
과카멜레!

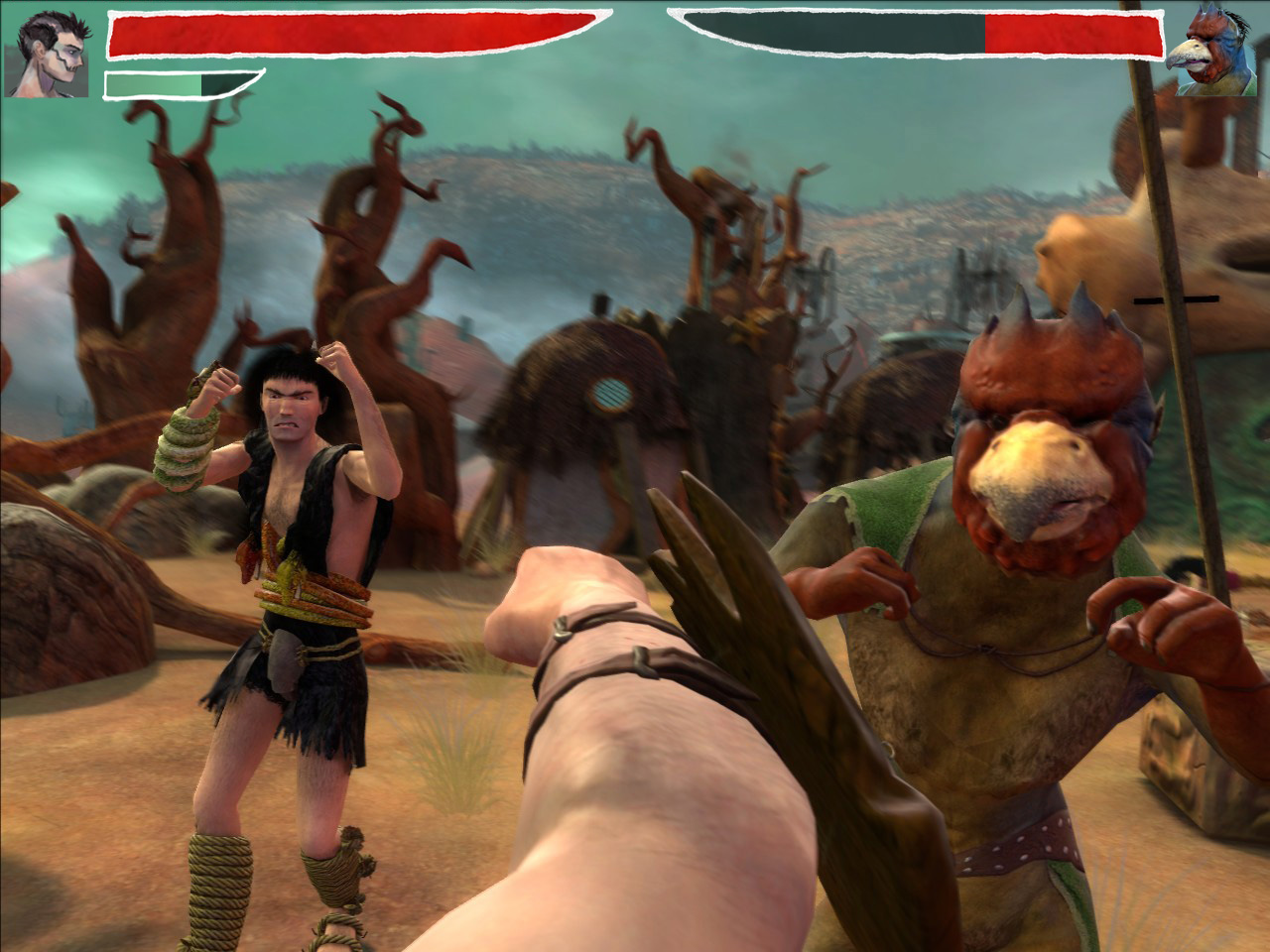
제노 클래시

진행형 격투 게임(영어: Beat 'em up)은 대전 격투게임과는 달리 앞으로 진행을 하면서 나타나는 모든 적을 제압하면서 플레이하는 방식의 게임이다. 주로 스토리가 뚜렷하게 정해져 있으며, 각 스테이지 당 보스 적이 존재하는데 이 보스를 쓰러뜨리면 스테이지를 클리어 하게 된다. 마지막 스테이지의 최종보스를 물리치면 끝나는 방식이다. 대표적인 게임으로는 한국 손노리의 다크사이드 스토리, 캡콤의 파이널 파이트, 세가의 베어너클 등이 있다. 대한민국 온라인 게임 던전 앤 파이터도 진행형 격투게임을 기반으로 플레이하는 게임이다. 횡스크롤 액션 게임이라고도 불린다.
또한 이 게임의 경우 각 캐릭터별로 능력치가 고르게 분포되어 있다. 장점과 단점이 고르게 존재한다.
- 파워형 : 캐릭터의 몸집이 큰 편이며, 공격력과 필살기의 파괴력이 매우 좋다. 반면 이동속도와 공격하는 속도가 느린편이다. 캐릭터의 직업은 주로 프로레슬러이다.
- 스피드형 : 캐릭터의 몸집이 날렵한 편이며, 공격력과 필살기 공격이 조금 약하다. 대신 이동속도와 공격속도가 빨라서 다수의 적을 상대로는 유리하다. 여자 캐릭터들이 대부분 이런 유형이다.
- 노멀형 : 캐릭터의 몸집이 보통 체구이며, 스피드형의 공격속도 중간과, 파워형의 파괴력의 중간 정도를 가진 캐릭터이다. 이동속도와 공격속도도 중간 수준이다. 단점이 딱히 없다. 하지만 몇가지 성능이 나쁜 문제 때문에 단점이 존재하는 예외의 경우가 존재할 수도 있다.

최초의 진행형 슈팅 게임은 1984년 게임 스파르탄 X(쿵후 마스터)였으며 이후 1986년 열혈경파 쿠니오군 게임에서 도시 세팅과 언더월드 복수를 주제로 하여 출시되었다.
게임의 기본 틀은 더블 드래곤이 히트치자 그에 걸맞게 정립되었으며 대부분 이 형태를 본따서 만든다.

## 같이 보기
- 진행형 슈팅 게임
- 핵 앤드 슬래시